# James B. Sikking
James Barrie Sikking (Los Angeles, 5 marzo 1934 – Los Angeles, 13 luglio 2024) è stato un attore statunitense.

## Biografia
Nacque a Los Angeles il 5 marzo 1934, da Arthur e Sue Sikking. Sua madre co-fondò la Unity-by-the-Sea Church di Santa Monica, California. Si laureò all'Università della California nel 1959.
Frequentò il college durante gli anni della Guerra di Corea e quindi prestò servizio nell'esercito degli Stati Uniti. Dichiarò inoltre che per il suo personaggio in Hill Street giorno e notte si ispirò ad uno dei suoi istruttori dell'addestramento a Fort Bragg.
Dal 1971 al 1976 interpretò Jim Hobart, un chirurgo alcolizzato, nella soap opera della ABC General Hospital. Interpretò Geoffrey St. James nella serie comica della NBC Turnabout e doppiò il generale Gordon in Invasion America.
Dal 1981 al 1987 interpretò il tenente (poi retrocesso a sergente) Howard Hunter nella serie Hill Street giorno e notte, ruolo che gli valse una candidatura agli Emmy nel 1984. Successivamente ebbe un ruolo ricorrente nella serie della ABC Doogie Howser, quello del dottor David Howser, padre del protagonista. Interpretò inoltre il capitano Stan Jonas in Brooklyn South, per il quale vinse un People's Choice Award nel 1998.
Esordì sul grande schermo nel 1955 e prese parte a film come Senza un attimo di tregua, Competition, Atmosfera zero, Star Trek III - Alla ricerca di Spock, Zattere, pupe, porcelloni e gommoni e Rischio totale.
Apparve come guest star in serie televisive come Perry Mason, Il fuggiasco, General Hospital, Gli eroi di Hogan, Oltre i limiti e molto altre.
Morì per complicazioni dovute alla demenza nella sua casa a Los Angeles, il 13 luglio 2024, all'età di 90 anni.

## Vita privata
Si sposò 2 volte, la seconda con la scrittrice di libri di cucina Florine Sikking nel 1962. Ebbero due figli e quattro nipoti.
Fu un filantropo e lavorò per raccogliere fondi per la Fondazione Fibrosi Cistica e la Fondazione Susan G. Komen. Conosciuto affettuosamente come "Jim il lettore" nelle scuole pubbliche di Los Angeles, lesse nelle classi di terza elementare delle scuole pubbliche per quasi 20 anni attraverso il programma Book Pals della Screen Actors Guild (SAG).

## Filmografia parziale

### Cinema
- Cinque colpi di pistola (Five Guns West), regia di Roger Corman (1955)
- Le bambole del desiderio (The Strangler), regia di Burt Topper (1964)
- L'uomo che non sapeva amare (The Carpetbaggers), regia di Edward Dmytryk (1964)
- Il colonnello Von Ryan (Von Ryan's Express), regia di Mark Robson (1965)
- A noi piace Flint (In Like Flint), regia di Gordon Douglas (1967)
- Senza un attimo di tregua (Point Blank), regia di John Boorman (1967)
- Un uomo chiamato Charro (Charro!), regia di Charles Marquis Warren (1969)
- Minuto per minuto senza respiro (Daddy's Gone A-Hunting), regia di Mark Robson (1969)
- Fuga dal pianeta delle scimmie (Escape from the Planet of the Apes), regia di Don Taylor (1971)
- I magnifici sette cavalcano ancora (The Magnificent Seven Ride!), regia di George McGowan (1972)
- I nuovi centurioni (The New Centurions), regia di Richard Fleischer (1972)
- Scorpio, regia di Michael Winner (1973)
- Capricorn One, regia di Peter Hyams (1978)
- Il cavaliere elettrico (The Electric Horseman), regia di Sydney Pollack (1979)
- Gente comune (Ordinary People), regia di Robert Redford (1980)
- Competition, regia di Joel Oliansky (1980)
- Atmosfera zero (Outland), regia di Peter Hyams (1981)
- Condannato a morte per mancanza di indizi (The Star Chamber), regia di Peter Hyams (1983)
- Zattere, pupe, porcelloni e gommoni (Up the Creek), regia di Robert Butler (1984)
- Star Trek III - Alla ricerca di Spock (Star Trek III: The Search for Spock), regia di Leonard Nimoy (1984)
- Morons from Outer Space, regia di Mike Hodges (1985)
- Soul Man, regia di Steve Miner (1986)
- Rischio totale (Narrow Margin), regia di Peter Hyams (1990)
- Final Approach, regia di Eric Steven Stahl (1991)
- Il rapporto Pelican (The Pelican Brief), regia di Alan J. Pakula (1993)
- L'amore in gioco (Fever Pitch), regia di Peter e Bobby Farrelly (2005)
- Un amore di testimone (Made of Honor), regia di Paul Weiland (2008)

### Televisione
- Perry Mason – serie TV, un episodio (1961)
- Combat! – serie TV, un episodio (1963)
- The Outer Limits – serie TV, 2 episodi (1963-1964)
- Il fuggiasco (The Fugitive) – serie TV, 3 episodi (1964-1966)
- Gli invasori (The Invaders) – serie TV, un episodio (1967)
- Bonanza – serie TV, 2 episodi (1967-1968)
- Adam-12 – serie TV, un episodio (1968)
- Gli eroi di Hogan (Hogan's Heroes) – serie TV, 2 episodi (1968-1969)
- Missione impossibile (Mission: Impossible) – serie TV, un episodio (1972)
- Room 222 – serie TV, 2 episodi (1972-1973)
- M*A*S*H – serie TV, un episodio (1973)
- F.B.I (The F.B.I.) – serie TV, episodio 9x19 (1974)
- Colombo (Columbo) – serie TV, episodio 3x05 (1974)
- Ellery Queen – serie TV, episodio 1x17 (1976)
- La casa nella prateria (Little House on the Prairie) – serie TV, episodio 3x17 (1977)
- Hawaii Squadra Cinque Zero (Hawaii Five-O) – serie TV, 2 episodi (1978)
- Hill Street giorno e notte (Hill Street Blues) – serie TV, 144 (1981-1987)
- L.A. Law - Avvocati a Los Angeles (L.A. Law) – serie TV, un episodio (1986)
- Ollie Hopnoodle's Haven of Bliss, regia di Dick Bartlett – film TV (1988)
- Il giro del mondo in 80 giorni (Around the World in 80 Days) – serie TV, 3 episodi (1989)
- Doogie Howser (Doogie Howser, M.D.) – serie TV, 97 episodi (1989-1993)
- Cop Rock – serie TV, un episodio (1990)
- Doing Time on Maple Drive, regia di Ken Olin (1992)
- Tyson, regia di Uli Edel – film TV (1995)
- Brooklyn South – serie TV, 20 episodi (1997-1998)
- The Closer – serie TV, un episodio (2012)

## Doppiatori italiani
Nelle versioni in italiano delle opere in cui ha recitato, James B. Sikking è stato doppiato da:
- Sandro Iovino in Atmosfera zero, Il rapporto Pelican, L'amore in gioco
- Romano Ghini in Charlie's Angels (ep. 2x13), Starsky & Hutch
- Michele Kalamera in La famiglia Bradford, Soul Man
- Dario Penne in Doogie Howser, Rischio totale
- Giampiero Albertini in Senza un attimo di tregua
- Oreste Rizzini in Condannato a morte per mancanza di indizi
- Pino Locchi in Charlie's Angels (ep. 3x20)
- Manlio De Angelis in Gente comune
- Vittorio Di Prima in Hill Street giorno e notte
- Pino Colizzi in Star Trek III - Alla ricerca di Spock
- Gigi Angelillo ne Il giro del mondo in 80 giorni
- Domenico Crescentini in Un amore di testimone
- Carlo Reali in The Closer
- Edoardo Nordio in Rischio totale (ridoppiaggio)